# Hôpital général de référence de Matete
L’hôpital général de Matete  est un hôpital de la ville de Kinshasa qui desservira la commune de Matete et les communes voisines de Kisenso et Lemba en république démocratique du Congo.

## Historique
L'hôpital général de référence de Matete est créé en 1956. C'était un centre neuro-psychopathologique avant de devenir OMEZA en 1972, ce n’est qu’en 1997 qu’il est devenu une institution exclusivement gérée par l’Etat.
En 2013, le gouvernement congolais à travers son ministère de la santé dans programme de santé a lancé de projet des travaux de réhabilitation de l’hôpital général de référence de Matete

## Organisation
Son organisation est de la manière suite :
- Comité de gestion (COGE) : est l’organe suprême de l’institution, Il applique la politique de soins de santé. Une fois le mois la réunion et est composé division provinciale de la Santé (DPS), zone de santé, représentant du bourgmestre, représentant de la communauté, syndicat plus membre du comité directeur (CODIR).
- Comité directeur : Il est l’organe de mise en application des décisions prises au COGE. Une fois par semaine et est composé de MD, AGT, MCS, DN, pharmacien en chef.
- Service : La cellule d’appui aux personnes vivant avec le VIH/SIDA (CAPS) est une unité fonctionnelle et structurelle de l’hôpital chargée des suivis de tous les cas VIH/SIDA au sein de l’HGR[1].